# Barbara Kwilecka

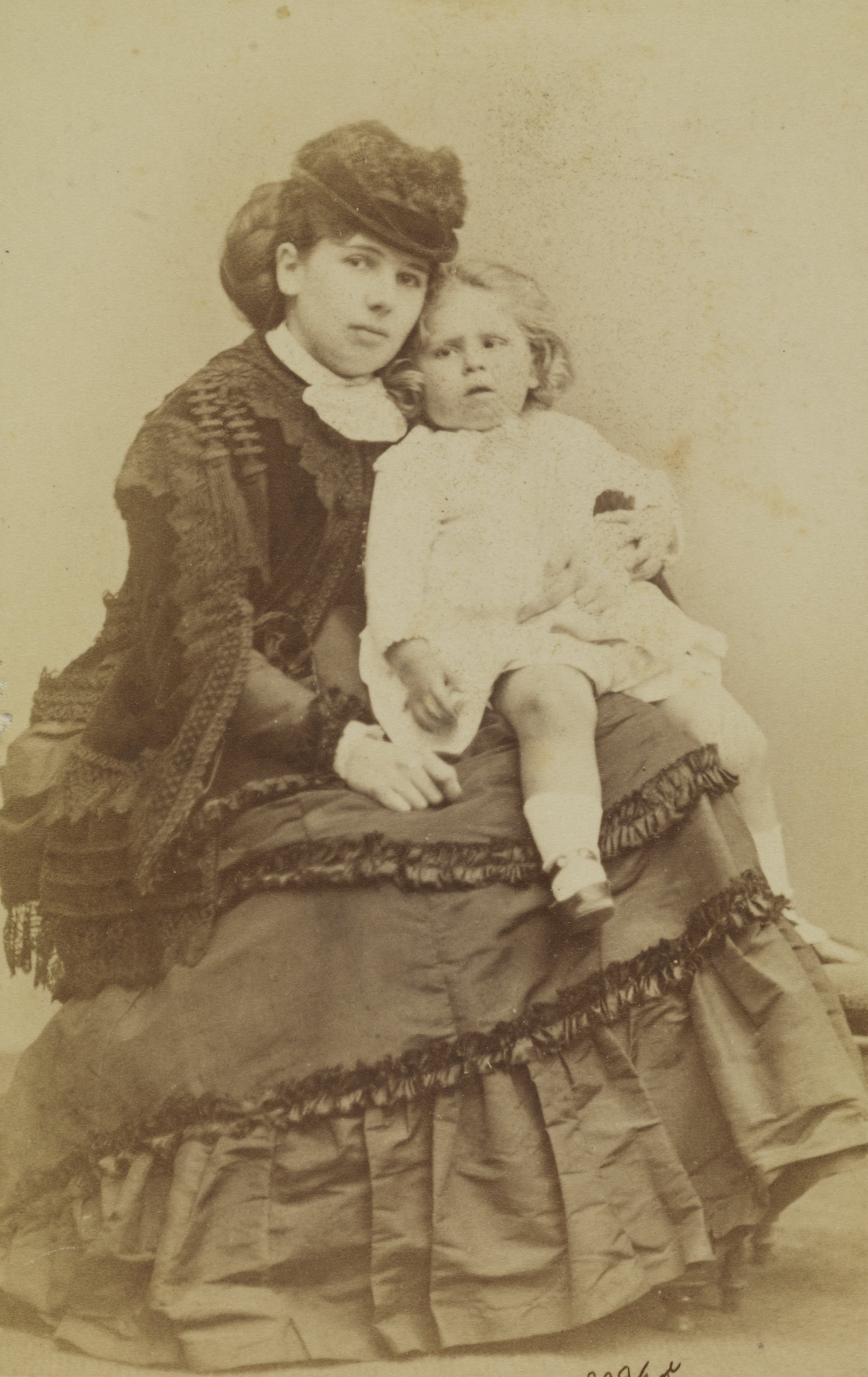
Barbara Kwilecka z synem

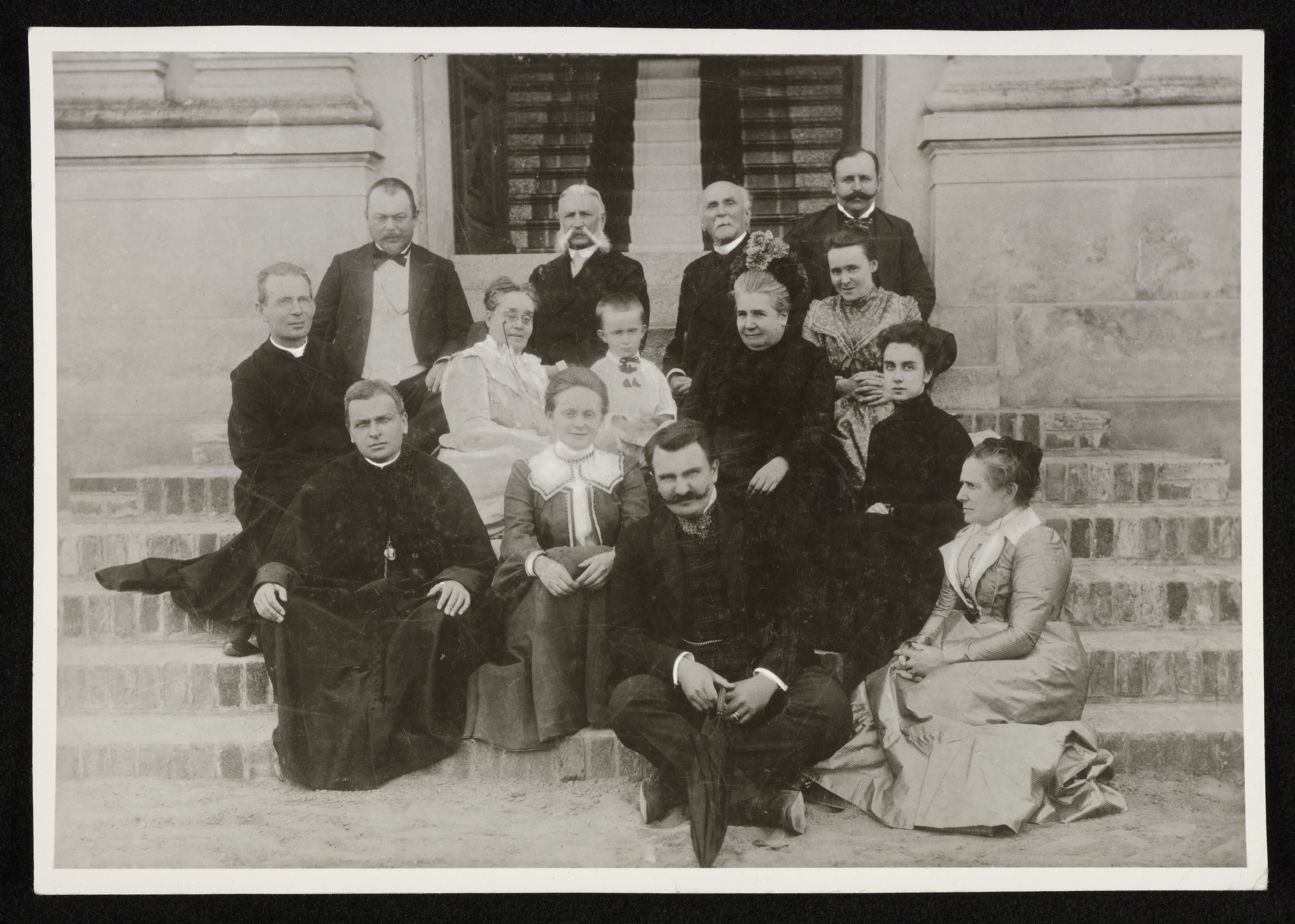
Portret rodzinny Kwileckich przed pałacem w Dobrojewie (ok. 1901 roku)

Barbara Kwilecka, z domu Mańkowska (ur. 8 grudnia 1845 w Źrenicy, zm. 31 października 1910 w Poznaniu) – polska działaczka narodowa i społeczna w Wielkopolsce.

## Życiorys
Urodziła się 8 grudnia 1845 roku w rodzinnym majątku w Źrenicy jako córka pisarki i pamiętnikarki Bogusławy z Dąbrowskich oraz ziemianina i założyciela domów handlowych Teodora Mańkowskiego. Była wnuczką Jana Henryka Dąbrowskiego. Urodziła się jako piąte dziecko, miała sześcioro rodzeństwa: brata (najstarszego, Napoleona Ksawerego, który uczestniczył w powstaniu styczniowym) i pięć sióstr.
Od około 1850 roku Mańkowscy mieszkali w Rudkach, które Teodor Mańkowski odkupił od spokrewnionej z nim Teodory Węgierskiej z Cieleckich, wdowy po generale Emilianie Węgierskim. W 1855, w wieku 10 lat, Barbara straciła ojca, którego stratowały konie, spłoszone przez burzę. Część młodości spędziła w Paryżu, w zakładzie sióstr sercanek.
W czasie powstania styczniowego razem z siostrą jeździła do obozów powstańczych w okolicy Kalisza i przemycała broń dla powstańców.
3 czerwca 1866 roku w kościele św. Marcina w Poznaniu poślubiła Stefana Kwileckiego. Mieli sześciu synów. Kwilecki był dziedzicem rozległego majątku Dobrojewo. Prócz administrowania gospodarstwem zajmował się działalnością publiczną: w Centralnym Towarzystwie Gospodarczym i w kółkach rolniczych. Po kilku latach Kwileccy z synami przenieśli się do Wrocławia. Barbara wyjeżdżała również w tym okresie z mężem do Berlina, gdzie ten sprawował mandat posła w Reichstagu.
Była także aktywna społecznie. Przewodniczyła Towarzystwie Czytelni Ludowych, od 1880 roku wchodziła w skład dyrekcji Towarzystwa Pomocy Naukowej dla dziewcząt polskich w Wielkim Księstwie Poznańskim.
Najbardziej zaangażowała się w utworzenie tzw. szkoły elewek w Dobrojewie. Instytucję tę założyła około 1883 roku i prowadziła ją przez 20 lat. Szkoła ta przygotowywała młode dziewczęta, głównie córki gospodarzy lub drobnych rzemieślników, do roli praczek, gospodyń czy kucharek.
W 1907 roku przeniosła się do Poznania, a rodzinne Dobrojewo objął syn Franciszek. Szkołę elewek prowadziła natomiast jej synowa – Jadwiga z Lubomirskich. W Poznaniu w swoim mieszkaniu, w tzw. Domu Przemysłowym przy Wilhelmsplatz, prowadziła salon intelektualny, zwany „salonem pani Barbary”, przyjmując artystów, naukowców i działaczy społecznych. Zmarła 31 października 1910 roku w Poznaniu.